# Kanton Le Quesnoy-Ouest
Der Kanton Le Quesnoy-Ouest war bis 2015 ein französischer Wahlkreis im Arrondissement Avesnes-sur-Helpe, im Département Nord und in der Region Nord-Pas-de-Calais; sein Hauptort war Le Quesnoy. Vertreter im Generalrat des Departements war zuletzt von 2001 bis 2015 René Locoche.

## Gemeinden
Der Kanton bestand aus einem Teil der Stadt Le Quesnoy (angegeben ist hier die Gesamteinwohnerzahl, im Kanton selbst lebten etwa 2300 Einwohner) und weitere 13 Gemeinden:
| Gemeinde          | Einwohner Jahr | Fläche km² | Bevölkerungsdichte | Code INSEE | Postleitzahl |
| ----------------- | -------------- | ---------- | ------------------ | ---------- | ------------ |
| Bry               | 408 (2013)     | –          | – Einw./km²        | 59116      | 59144        |
| Eth               | 328 (2013)     | –          | – Einw./km²        | 59217      | 59144        |
| Frasnoy           | 364 (2013)     | –          | – Einw./km²        | 59251      | 59530        |
| Gommegnies        | 2286 (2013)    | –          | – Einw./km²        | 59265      | 59144        |
| Jenlain           | 1113 (2013)    | –          | – Einw./km²        | 59323      | 59144        |
| Maresches         | 878 (2013)     | –          | – Einw./km²        | 59381      | 59990        |
| Orsinval          | 551 (2013)     | –          | – Einw./km²        | 59451      | 59530        |
| Preux-au-Sart     | 299 (2013)     | –          | – Einw./km²        | 59473      | 59144        |
| Le Quesnoy        | 5017 (2013)    | –          | – Einw./km²        | 59481      | 59530        |
| Sepmeries         | 677 (2013)     | –          | – Einw./km²        | 59565      | 59269        |
| Villereau         | 973 (2013)     | –          | – Einw./km²        | 59619      | 59530        |
| Villers-Pol       | 1234 (2013)    | –          | – Einw./km²        | 59626      | 59530        |
| Wargnies-le-Grand | 1057 (2013)    | –          | – Einw./km²        | 59639      | 59144        |
| Wargnies-le-Petit | 773 (2013)     | –          | – Einw./km²        | 59640      | 59144        |